# 標津郡
標津郡（日语：／ Shibetsu gun */?）為日本北海道根室振兴局的郡，位於根室振兴局中部。
郡名來自阿伊努語的「si-pet」，意思為大河。

## 轄區
轄區包含2町：
- 標津町
- 中標津町

## 沿革

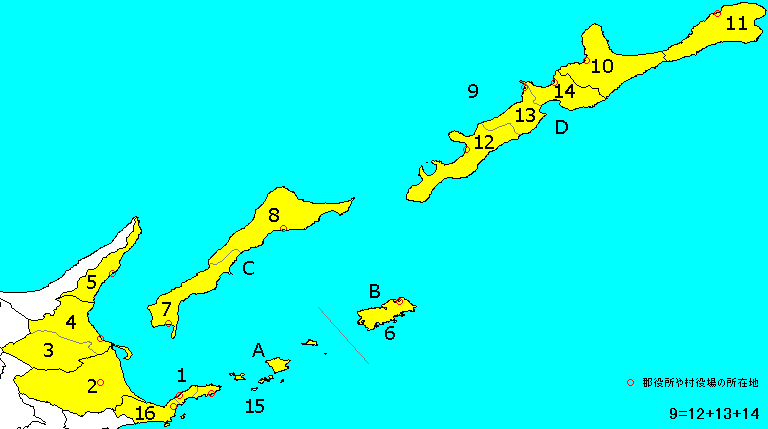
北海道標津郡下辖町村（3.中标津町 4.标津町）

- 1869年8月15日：北海道設置11國86郡，根室國標津郡成立。
- 1897年11月：北海道實施支廳制，根室國标津郡隸屬根室支廳之管轄，此時标津郡下轄標津村、伊茶仁村。[2]（2村）
- 1923年4月1日：標津村、伊茶仁村、野付郡茶志骨村、目梨郡忠類村、薰別村、崎無意村合併為標津村，成為北海道二級村。[1]（1村）
- 1946年7月1日：中標津村從標津村分割獨立設置。[3]（2村）
- 1950年1月1日：中標津改制為中標津町。（1町1村）
- 1955年4月1日：野付郡別海村的部份區域被併入中標津町。
- 1958年1月1日：標津村改制為標津町。（2町）